# Glère
Glère ist eine französische Gemeinde mit 180 Einwohnern (Stand: 1. Januar 2022) im Département Doubs in der Region Bourgogne-Franche-Comté.

## Geographie
Glère liegt auf 411 m, zehn Kilometer südwestlich von Porrentruy und etwa 24 Kilometer südöstlich der Stadt Montbéliard (Luftlinie). Das Dorf erstreckt sich im Jura, im tief eingeschnittenen Doubstal, zwischen der Lomontkette im Norden und den Höhen des Clos du Doubs im Süden, nahe der Grenze zur Schweiz. Das Gemeindegebiet gehört zum Regionalen Naturpark Doubs-Horloger.
Die Fläche des 15,93 km² großen Gemeindegebiets umfasst einen Abschnitt des französischen Juras. Der zentrale Teil des Gebietes wird vom Doubstal eingenommen. Der Doubs fließt hier in gewundenem Lauf zwischen der Lomontkette und den Höhen des Clos du Doubs nach Westen durch eine bis zu 500 Meter breite, flache Talniederung. Etwa zwei Kilometer westlich des Dorfes befindet sich das obere Ende eines langgezogenen Talsees, der zur Elektrizitätsgewinnung aufgestaut wurde. Das Tal wird auf beiden Seiten von steilen, überwiegend bewaldeten Hängen flankiert, die verschiedenenorts von Felsbändern durchzogen sind. Diese Hänge werden durch mehrere Taleinschnitte von kurzen Seitenbächen des Doubs untergliedert.
Die südliche Gemeindegrenze verläuft entlang dem Waldhang unterhalb von Burnevillers und Montnoiron. Nach Norden erstreckt sich das Gemeindeareal über den Steilhang auf verschiedene Geländeterrassen (Montursin, Vernois, Montagnes de Glère), die wiederum durch Vorsprünge der Lomontkette (Bel Évau) voneinander getrennt sind. Die nördliche Grenze liegt auf dem Kamm der Lomontkette, teils auf der Wasserscheide, teils leicht südwärts verschoben. Sie wird durch die Höhen des Faulx d’Enson (900 m) und der Grand-Côte markiert, auf der mit 903 m die höchste Erhebung von Glère erreicht wird.
Zu Glère gehören neben dem eigentlichen Ort verschiedene Weiler und Einzelhöfe, darunter:
- Courclavon (421 m), Hofsiedlung in der Talniederung des Doubs
- Vernois-le-Fol (501 m) auf einer Geländeterrasse am nördlichen Talhang des Doubs
- La Lave (650 m) auf einer Geländeterrasse am nördlichen Talhang des Doubs
- Le Fol (756 m) am Südhang des Faulx d’Enson hoch über dem Doubstal
- Montursin (688 m) auf einer Hochfläche nördlich des Doubs

Nachbargemeinden von Glère sind Montancy im Osten, Burnevillers und Indevillers im Süden, Vaufrey im Westen sowie die schweizerische Gemeinde Haute-Ajoie im Norden.

## Geschichte
Die erste urkundliche Erwähnung von Glère erfolgte im 10. Jahrhundert im Rahmen einer Schenkung des Kaisers Otto I. an eine Adelsfamilie. Im Mittelalter gehörte Glère zur Herrschaft Montjoie. Zusammen mit der Franche-Comté gelangte das Dorf mit dem Frieden von Nimwegen 1678 an Frankreich. Zu einer Gebietsveränderung kam es im Jahr 1973, als die beiden vorher selbständigen Gemeinden Vernois-le-Fol und Montursin nach Glère eingemeindet wurden.

## Sehenswürdigkeiten

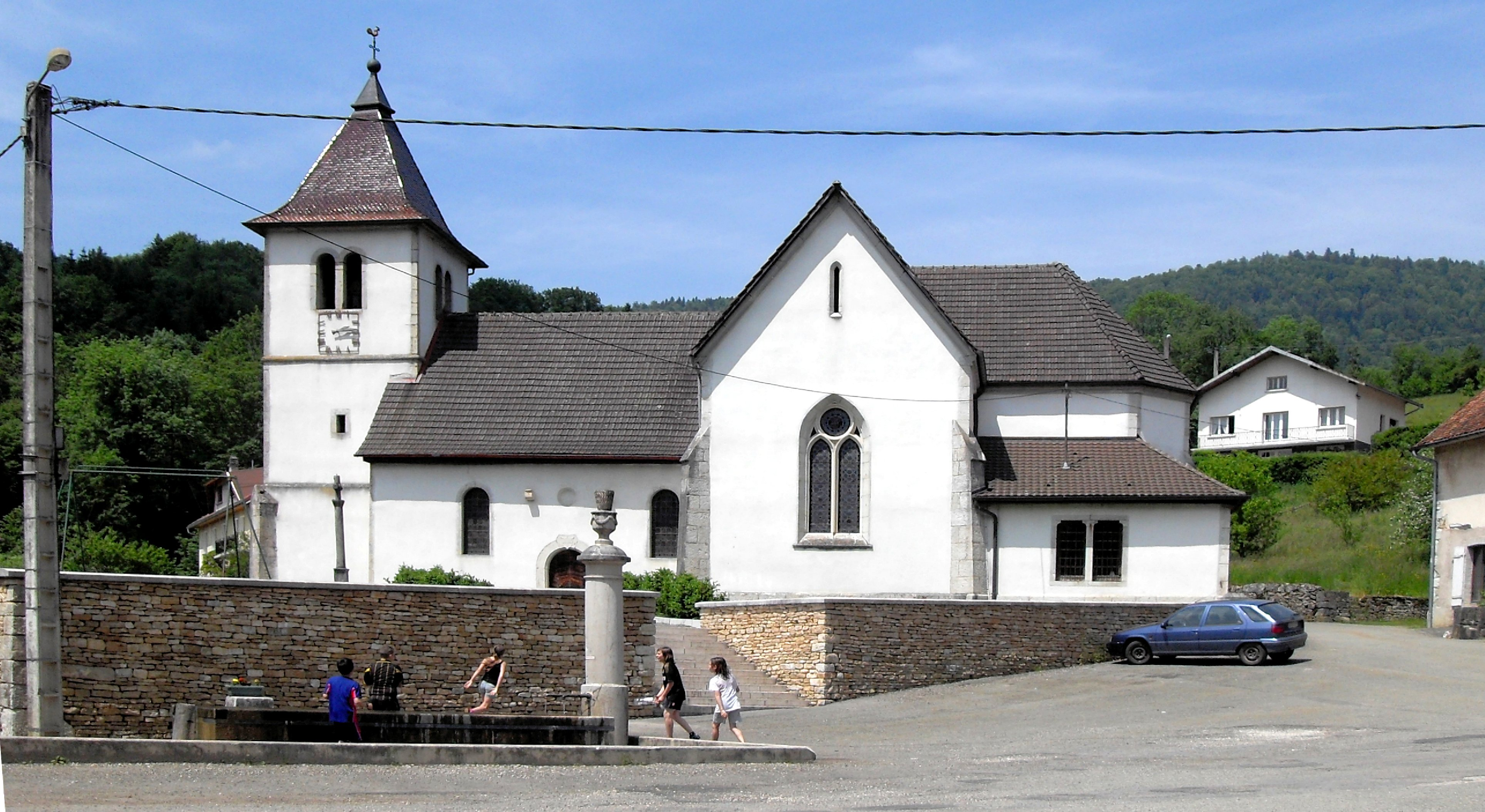
Kirche Saint-Valbert

- Die Kirche Saint-Valbert (St. Waldebert) in Glère wurde von 1667 bis 1684 erbaut. Um 1870 wurden der Chorraum neu erbaut und das Schiff umgestaltet.
- Im Ortskern sind mehrere Bauernhäuser aus dem 17. bis 19. Jahrhundert im traditionellen Stil der Franche-Comté erhalten.
- Eine Kapelle befindet sich im Weiler Le Fol.

## Bevölkerung
| Jahr                       | 1962 | 1968 | 1975 | 1982 | 1990 | 1999 | 2005 | 2019 |
| Einwohner                  | 228  | 216  | 198  | 181  | 187  | 208  | 210  | 201  |
| Quellen: Cassini und INSEE |      |      |      |      |      |      |      |      |

Mit 180 Einwohnern (Stand 1. Januar 2022) gehört Glère zu den kleinen Gemeinden des Départements Doubs. Nachdem die Einwohnerzahl in der ersten Hälfte des 20. Jahrhunderts markant abgenommen hatte (1906 wurden noch 394 Personen gezählt), wurden seit Beginn der 1970er-Jahre nur noch geringe Schwankungen verzeichnet.

## Wirtschaft und Infrastruktur
Glère war bis weit ins 20. Jahrhundert hinein ein vorwiegend durch die Landwirtschaft (Viehzucht und Milchwirtschaft, etwas Acker- und Obstbau) geprägtes Dorf. Daneben gibt es heute einige Betriebe des lokalen Kleingewerbes, unter anderem eine feinmechanische Werkstatt. Viele Erwerbstätige sind auch Wegpendler, die insbesondere in den größeren Ortschaften der benachbarten Schweiz ihrer Arbeit nachgehen.
Die Gemeinde liegt abseits der größeren Durchgangsstraßen an einer Departementsstraße, die von Saint-Hippolyte nach Saint-Ursanne führt. Weitere Straßenverbindungen bestehen mit Indevillers und via Montancy mit Porrentruy.